# Hippopotamyrus pictus
Hippopotamyrus pictus är en fiskart som först beskrevs av Marcusen, 1864.  Hippopotamyrus pictus ingår i släktet Hippopotamyrus och familjen Mormyridae. IUCN kategoriserar arten globalt som livskraftig. Inga underarter finns listade i Catalogue of Life.